# ぐるっと関西プラス
『ぐるっと関西プラス』（ぐるっとかんさいプラス）は、NHK大阪放送局が近畿地方向けに2005年4月9日から2009年3月14日まで放送した情報バラエティ番組である。

## 放送時間
2007年度
毎週土曜日 11:00 - 11:54
2008年度
毎週土曜日 10:50 - 12:00
時間拡大、ローカル気象情報を内包。なおこれに伴い、『NHKアーカイブス』は別の時間に放送。
なお、単独番組としては2009年3月14日で終了。2009年度は、『ぐるっと関西おひるまえ』本編に統合され、その土曜版として同じ時間に放送されている。

## 番組内容

### 2007年度
- きょうのお客さま
関西に縁の深い著名人を迎えてのトークコーナー
- ぐるっとライブ
注目のアーティストを迎えての生ライブ
- 新・大人の遠足 上方落語紀行
上方落語のネタ（演目）中に登場する地名をめぐるロケ、吉本新喜劇の末成由美と落語家と桂よね吉が巡る。

### 2008年度
- ぐるっとライブ
- 新・大人の遠足
- プラスなび
- 富山昌克の週末ガーデニング（毎月最終週）
園芸研究家の富山昌克が、手軽にできるガーデニングのテクニック・アイデアを紹介。
- テレビ de ぼやき川柳
2007年度は単独番組として放送されていたが、夕方改編により1コーナーとして統合された。また、『かんさい土曜ほっとタイム』当日の放送ともなった。

### 過去
- ぐるっと巡礼新西国編
吉本新喜劇の末成由美・中山美保・浅香あき恵が、交替で西国三十三箇所を巡礼。また関連コンテンツとして、番組のホームページや地上デジタル放送のデータ放送で、「西国巡礼倶楽部」（歩数計を使って巡礼を楽しむ）があり、満願を達成すれば特製の絵葉書がプレゼントされた。
- ぐるっと関西CATV（毎月最終週）
関西各地のケーブルテレビ局から、お薦めの情報などを対決方式で伝えた。

## 司会者
- 桂小米朝（2008年10月より桂米團治に改名）
- 水野麗奈
- 秋鹿真人（大阪局アナウンサー、2008年8月 - ）

### 過去
- 高嶋ちさ子（2005年度）※生放送の情報番組の司会は、初挑戦だった。
- 濱中博久（同上、大阪局アナウンサー）
- 今城和久（2006年4月 - 2007年3月）
- 大野済也（2007年4月 - 2008年7月）

## 備考
- 2008年3月まで（BKプラザがデジタル未対応だった為）ハイビジョン番組でなかったが、2008年4月からハイビジョン番組となった。
- 大阪放送局内のBKプラザスタジオからの公開生放送（自由見学可）。

## 関連番組
- ぐるっと関西おひるまえ
- もっともっと関西／もっともっと関西2!（2008年3月で終了）